# チャールズ・サムナー
チャールズ・サムナー（英: Charles Sumner, 1811年1月6日 - 1874年3月11日）は、アメリカ合衆国マサチューセッツ州の政治家である。
理論的な法律家であり力強い演説家として、マサチューセッツ州の反奴隷制運動の指導者であり、南北戦争やその後のレコンストラクションの間は下院のタデウス・スティーブンスと共に、上院の急進派共和党の指導者であった。党から党を渡り歩いたが、共和党員として名声を得た。当時の最も教養高い政治家として外交問題に強く、エイブラハム・リンカーンとも緊密に協力した。奴隷勢力、すなわち連邦政府を牛耳り自由の発展を妨げる奴隷所有者の陰謀と考えられるものの打倒に膨大なエネルギーを費やした。1856年、上院議場内でサウスカロライナ州選出の下院議員プレストン・ブルックスに杖で殴りかかられたことが、南北戦争に向けた緊張感を高めることになった。サムナーはこの事件がもとで数年間も療養しなければならなかったが、上院に復帰して南北戦争の遂行を助けた。アメリカ連合国を弱らせるために奴隷制を廃止する指導的提唱者であった。リンカーンとは良い関係を続けたものの、急進派共和党でも強硬派の指導者であった。
レコンストラクション (1865-1871)の間、サムナーは解放奴隷の平等な公民権と選挙権の確保のために激しく戦い、アメリカ連合国に参加していた者の復権を押し留めた。タデウス・スティーブンスと共に大統領になったアンドリュー・ジョンソンを攻撃し、南部にはその強行的見解を押し付けた。しかし、1871年、ユリシーズ・グラント大統領と絶交した後に、グラントを支持する上院議員がサムナーの権力基盤であった委員長職からサムナーを追った。1872年アメリカ合衆国大統領選挙では進歩的共和党の候補者ホレイス・グリーリーを支持し、共和党内の影響力を失った。

## 生い立ち、教育と法律の経歴
チャールズ・サムナーは1811年1月6日にマサチューセッツ州ボストン市のアービング・ストリートで生まれた。ボストン・ラテン学校で学び、1830年にはハーバード大学を卒業し、1834年にはハーバード法律学校を卒業した。ハーバードでは親友のジョセフ・ストーリーと共に法哲学を学び、ポースリアン・クラブ（ハーバード卒業生の男性のみの組織）の会員であった。
1834年、法廷弁護士として認められ、ジョージ・スティルマン・ヒラードと共同でボストンで法律事務所を開業した。ワシントンを訪れた時に政治の世界が嫌になり、ボストンに戻って法律の仕事に身を捧げる決意をした。季刊誌の「アメリカン・ジュリスト」に寄稿し、ストーリーの判決や法文の校正を行った。1836年から1837年にはハーバード法律学校で講義も行った。

## ヨーロッパ旅行
1837年から1840年に掛けてはヨーロッパを広範に旅行した。その間にフランス語、スペイン語、ドイツ語およびイタリア語を流暢に話すようになり、アメリカの公的生活では並ぶ者の無いほどになった。ヨーロッパの指導的な政治家にも多く会い、市民法や政府のことに深い洞察力を備えるようになった。
サムナーは1838年にイギリスを訪れ、その文学、歴史および法律に関する知識で思想界の人々にも人気を得た。ヘンリー・ブロアムは「サムナーの年齢でこれほど広範な法律の知識や自然法の知性に溢れた者に合ったことがない」と宣言した。サムナーの死後でも長い間、これほどイギリスの知的世界に親しまれたアメリカ人はいなかった。

## 政界での経歴の開始
1840年、29歳になったサムナーはボストンに戻って法律実務を再開したが、ハーバードでの講義や法廷記録の編集および歴史や伝記を主題にした記事を法律関係の雑誌に投稿することに多くの時間を割くようになった。
サムナーの人生で転回点となったのは、1845年にボストンで「国家の真の偉大さ」と題する演説を行った時であった。戦争に反対し、自由と平和について情熱的に訴えかけた。
サムナーは公式の場で引っ張りだこの演説家になった。その高尚な主題や風格の有る雄弁さによって深遠な印象を与えた。サムナーが演壇に立っているだけで威圧感があった（身長が6フィート4インチ (193 cm)あり、堂々たる体格であった）。サムナーの声ははっきりしており重みがあった。そのジェスチャーは伝統的なものを外れ個性があったが、活発で印象を付け加えた。サムナーの話す言葉は修飾に溢れ、多くの詳細があり、しばしば聖書からまた古代ギリシアやローマの逸話からの比喩や引用もあった。ヘンリー・ワズワース・ロングフェローは、サムナーが「砲手が薬包を填め込むように」演説すると表現した。サムナー自身は「ヨハネの黙示録に冗談を探した方がいいかもしれない」と言っていた。
サムナーはマサチューセッツの公的教育制度の改善のためにホーレス・マンと協力して実効を挙げた。刑務所改革を提案し、米墨戦争に反対した。この戦争は侵略戦争と見ており、領土を獲得することは奴隷制が西方に広がることだと心配していた。1847年、メキシコに対する宣戦布告にボストンの議員が賛成票を投じたことに対し激しく非難したことで、良識的ホイッグ党員の指導者になったが、アメリカ合衆国下院議員の候補者になることは辞退した。
サムナーはホイッグ党が奴隷を所有する南部人を来るべき大統領選挙の候補者に指名したことに反対し、自由土地党の結成に積極的な役割を演じた。1848年、下院議員選挙に出馬したが落選した。1850年には民主党員として上院議員になったが、後に共和党に鞍替えした。
1851年、マサチューセッツ州議会では民主党が自由土地党との連立で多数派になった。しかし、上院議員のダニエル・ウェブスターの後継問題で暗礁に乗り上げた。民主党は州の役人を民主党員で固めた後で、自由土地党の推すサムナーを選出することを拒否し、急進派でももう少し穏健な候補者を求めた。3ヶ月以上におよぶ膠着状態の後で、4月24日、結局は1回の投票でサムナーが選ばれた。
伝記作者のデイビッド・ドナルドはこのときのサムナーの心理状態について次のように書いた。

## 上院議員としての活動

### 南北戦争前の経歴とプレストン・ブルックスによる襲撃

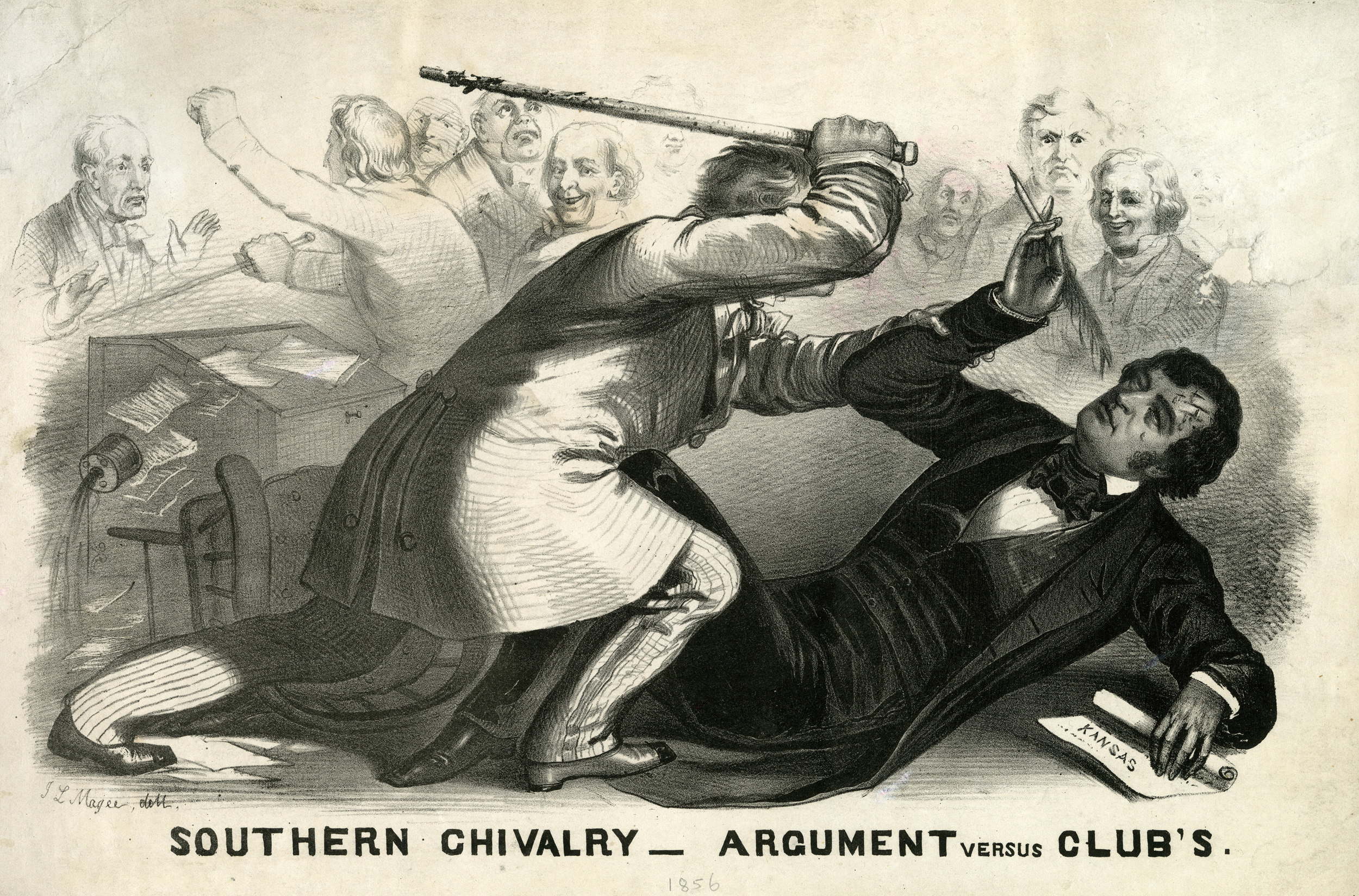
怒れるプレストン・ブルックスによるサムナーに対する襲撃

サムナーは1851年遅くに民主党員として上院議員となった。最初の時期は奴隷制度廃止論者の民主党員および改革主義者として特に議論を呼ぶことまではせず、上院の動きを観察していた。1852年8月26日、激しい妨害があったものの、サムナーは初めて議会で演説した。その演題は「自由の国家：地方の奴隷制」（奴隷制度廃止論者がよく使ったモットー）であり、1850年に制定された逃亡奴隷法を攻撃し、その撤廃を要求した。
この頃、二大政党の集会で、1850年協定の決着性が確認されたばかりであった。サムナーは政治的な都合は無視して逃亡奴隷法の即時撤廃に動いた。3時間以上におよぶ演説の中で、この法が違憲であり、民衆の良識に対する侮辱であり、神聖な法に対する攻撃であると非難した。この演説で南部からは非難の嵐が起こったが、北部の者は少なくともその勇気が北部の良識に合致している指導者を見出したとして勇気付けられた。
1856年、いわゆる「血を流すカンザス」事件で「ボーダー・ラフィアンズ」がローレンスに接近した時、サムナーは5月19日と20日の「カンザスに対する犯罪」と題する演説でカンザス・ネブラスカ法を非難した。これはローレンス襲撃の2日前のことだった。サムナーはカンザス・ネブラスカ法の立案者であるサウスカロライナ州のアンドリュー・バトラーとイリノイ州のスティーブン・ダグラスをドン・キホーテとサンチョ・パンサに喩えて攻撃した。バトラーは心臓の状態が悪くてその演説に欠席していたが、そのバトラーを愚弄した。
サムナーは議院にいたダグラスに、「嫌なにおいのずんぐりした名前の無い動物で、アメリカの上院議員に適した模範ではない」と言った。バトラーを最もひどく貶めたのは、「女主人に売春婦の奴隷を選んだ。他人には醜く見えるのに本人にはいつも愛らしい、世間の目からみれば汚れているのに本人には貞淑に見える。売春婦とは奴隷制のことを言っている」という1節だった。サムナーの3時間の演説は、政治的なレベルでの攻撃だけに満足せず、59歳のバトラーが以前患った卒中のためにその演説や身体的動きに関する欠点があることにまで及び、個人攻撃は残酷さを見せた。
2日後、5月22日の午後、サウスカロライナ州選出の下院議員でバトラーの甥にあたるプレストン・ブルックスが、ほとんど空になっていた上院の机で書き物をしていたサムナーの前に立った。ブルックスの後には同じサウスカロライナのローレンス・M・カイトとバージニア州のヘンリー・A・エドムンドソンが従っていた。ブルックスは「サムナーさん、私は貴方の演説原稿を2回注意深く読んだ。それはサウスカロライナ州と私の親戚であるバトラー氏に対する侮辱だ」と言った。6フィート4インチのサムナーが立ち上がろうとすると、ブルックスは金製の頭のついた太いガッタパーチャの杖でサムナーの頭を殴り始めた（Caning of Charles Sumner）。サムナーは重い机（ボルトで床に固定されていた）の下に隠れたが、ブルックスはサムナーが机を床から剥ぎ取るまで殴り続けた。この時までにサムナーは自分の血で目が見えなくなっており、通路によろけて倒れ、意識を失った。ブルックスは杖が折れるまでサムナーを殴り続け、それから静かに議場を去った。他の上院議員がサムナーを助けようとしたが、ピストルを構え、「やらせておけ」と叫んでいるカイトによって動けなくなっていた。
サムナーはこの襲撃で受けた傷から快復するあいだ、3年間上院に出席しなかった。頭部の外傷に加え、悪夢を見るようになり、ひどい頭痛に苛まれ、今で言う心的外傷後ストレス障害を患っていた。この期間、サムナーの政敵は上院で義務を果たさない臆病者としてサムナーを嘲り非難していた。それにも関わらず、マサチューセッツ州議会は1856年にもサムナーを上院議員に選出し、その上院における空席は言論の自由および奴隷制に対する抗議の強力な象徴として働くと信じていた。サムナーの座っていた座席は、後にサムナーも関わった奴隷制廃止運動家の学校であるベイツ・カレッジが購入した。
この襲撃は南北戦争前の数年間でアメリカ合衆国を2極化させていることを象徴し、サムナーは北部の英雄になり、ブルックスは南部の英雄になった。北部人は激怒し、ニューヨーク・イブニング・ポストの主幹ウィリアム・カレン・ブライアントは次のように論説した。
北部中で聞かれた怒りの声は大きく強いものであり、歴史家のウィリアム・ジーナップは新しい共和党の成功は1856年前半では不確かだったが、ブルックスの「襲撃は、もがいていた共和党を大きな政治的力に変える重要な契機になった」と指摘した。
逆に、この行動は南部の新聞で賞賛された。「リッチモンド・エンクワイアラ」はその論説で、サムナーは「毎朝」杖で撃たれるべきだと述べ、襲撃を賞賛して「良い考えだ、刑の執行より勝る、結果として最善だ」と書き、「これら野卑な上院の奴隷制度廃止論者は首輪無しであまりに長く泳がせすぎた。鞭で従わせなければならない」と非難した。

### 南北戦争
3年後の1859年にサムナーは上院に復帰した。1860年アメリカ合衆国大統領選挙に向かっている頃に、「奴隷制の野蛮さ」と題する演説を行った。エイブラハム・リンカーンが選ばれた後の重要な時に、サムナーはアメリカ連合国との妥協を図る者には頑固な敵対者であった。
南部の上院議員たちが議事堂を後にした後の1861年3月、サムナーは上院外交委員会の委員長となった。これはサムナーのヨーロッパに関する政治的知識、関係および経験によって的を射た人選であり、強力な位置付けであった。
サムナーは委員長としてその動きを新たにし、ハイチが1804年の独立以来求めていた国家としての承認をさせた。南部の上院議員が最早いないので、サムナーは1862年の成果も上首尾であった。
南北戦争が進むに連れて、サムナーはリンカーンの要請に応えてイギリスのリチャード・コブデンとジョン・ブライトから、またウィリアム・イーウォート・グラッドストンとジョージ・ダグラス・キャンベルから来た手紙を内閣の前で読み上げ、イギリスのアメリカ合衆国に賛成する者と反対する者との微妙な政治的バランスについて主要な情報源となった。
トレント事件（アメリカ海軍がイギリス海軍の船から違法にアメリカ連合国の高官を捕まえた事件）でイギリスとの戦争の危険が生じた時には、リンカーンを説得してジェイムズ・M・メイソンとジョン・スライデルを釈放させたのがサムナーであった。それ以後何度もサムナー委員長の職権で、アメリカがイギリスやフランスとの戦争に巻き込まれる恐れのある行動を防いだ。サムナーは大っぴらにまた大胆に奴隷の解放政策を推奨した。リンカーンはサムナーのことを「私の思慮ある司祭」と表現し、アメリカ市民の良識を具現化する者としてサムナーに相談した。
サムナーは長い間合衆国最高裁長官のロジャー・トーニーと敵対しており、1857年のドレッド・スコット対サンフォード事件判決を攻撃した。1865年にサムナー次のように言った。
南北戦争が始まって間もなく、サムナーは、南部がその行動で自殺しようとしており、合衆国からの脱退で自殺し、征服された領土として州に復活させてはならないという独自のレコンストラクション理論を提唱した。リンカーンにそして後にはアンドリュー・ジョンソンの提唱するより寛大なレコンストラクションに対して、議会の権限に対する侵害だとして憤慨した。戦争中、サムナーは自らを黒人の特別な擁護者とし、解放を活発に推奨し、黒人を北軍に徴兵し、さらに解放奴隷部局の設立を推進した。

### 公民権
サムナーは黒人の選挙権と公民権の推奨については異常なくらい先を見据えていた。サムナーの父は奴隷制を憎み、奴隷を解放しても、社会の中で平等に扱わなければ「何も良いことはない」と言っていた。サムナーはラルフ・ワルド・エマーソンのようなニューイングランドの多くの知識人に影響を与えたボストンの牧師、ウィリアム・エラリー・チャニングと親しく付き合っていた。チャニングは、人間は自分を変えて行く無限の可能性があると信じた。サムナーは、この説を拡張して人格の形成には環境が「もし影響を制御できないならば重要である」と結論付けた。「知識、美徳及び信教」が優先される社会を作ることで、「最も見放された者が想像も出来ないような力と美という形にまで成長させられる。」道徳的な法はそれが個人にとってと同じくらい政府にとっても重要である、人の能力の成長を阻害する奴隷制や差別のような法は悪である、と主張した。サムナーは当時の社会についてしばしば暗い見方をしていたが、社会改革に関する信条は揺るがせないものであった。空想的理想主義だと非難されると、「ある時代のユートピアは次の時代の現実になってきた」と答えた。
新しい奴隷所有州として1845年にテキサスを併合したとき、サムナーは反奴隷制運動で積極的な役割を担った。1849年にマサチューセッツで民主党と新しく作られた自由土地党の連携を画策した。同じ年に、人種差別の合法性に挑戦した「ロバーツ対ボストン市事件」で原告の代表になった。サムナーはマサチューセッツ州最高裁の場で、黒人のための学校は物質的に劣っており、差別は有害な心理的および社会学的効果を育むと主張した。この考え方は1世紀後の「ブラウン対教育委員会事件」でも同じように議論された。サムナーはこの裁判で敗訴したが、マサチューセッツ州議会は結局1855年に学校差別を廃止した。

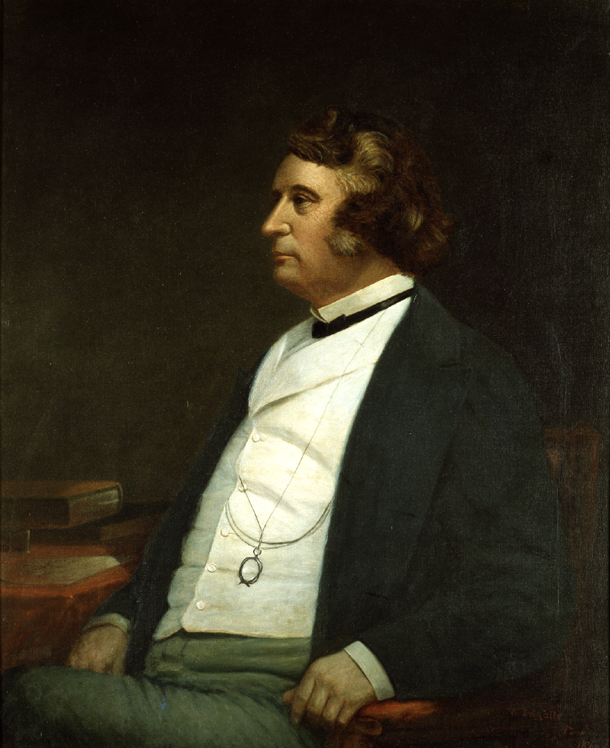
チャールズ・サムナー

サムナーはサミュエル・グリドリー・ハウとも友人であり、アメリカ解放奴隷の審問委員会を作り上げるときも力になった。黒人の参政権、無償土地供与および無償公共教育に付いても最も傑出した推奨者の一人となった。サムナーが大っぴらに奴隷制度に反対するので上院での友人は少なかった。1852年に上院で初めて演説をした後で、アラバマ州の議員が立ち上がって、「狂人の喚き声は時には危険なものになるが、子犬の吼え声は何の害も無い」と言って、サムナーに対しては何の答えもないとした。サムナーの妥協を許さない姿勢は中庸にしておくことを許さず、時には議員としての効果を妨げることになった。アメリカ合衆国憲法修正第13条の草案作成時にはほとんど排除されたが、それは上院司法委員会の議長で法律には多くの実績があったイリノイ州選出上院議員、ライマン・トランブルと仲が悪かったからでもあった。サムナーは奴隷制を廃止する法案に「全ての人々は法の前に平等である」という宣言を付け加える代案を出したが、これは修正第13条に第14条の要素を組み合わせたものと同じだった。レコンストラクションの間、サムナーはしばしば公民権の法制化が弱すぎると攻撃し、解放奴隷に無償の土地を与えるための法律作りのために戦った。他の同時代人とは異なり、差別と奴隷制は同じコインの表と裏と見ていた。1872年には公民権法を提案したが、これは公共の場では平等な便宜を義務付けるものであり、この法案の下に連邦裁判所の場で議論する公判を要求した。この法案は結局通らなかったが、サムナーは死の床においてもそのことを話し続けた。
1870年4月、サムナーは帰化法から「白人」という言葉を外すために働くと宣言した。1868年と1869年にそのための法案を提案したが、どちらも投票にも至らなかった。1870年7月2日、帰化に関する議会の法律全てに「白人」という言葉を打ち込むやり方で懸案となっていた法案の修正に動いた。7月4日、サムナーは「上院は中国から大勢がやってくる可能性を思い出させることで我々を妨げようとしている。しかしこの事に対する答えは大変明白で単純である。もし中国人がここに来るならば、市民となるためあるいは単に労働者になるために来るのだ。彼らが市民になるために来るのなら、その願望によって我々の制度に対する忠誠を誓うことになる。そのような制限に危険はあるか？彼らは平和を愛し勤勉である。彼らの市民権が心配の種になるだろうか？」と話した。サムナーは中国人を阻害する立法を進める議院をアメリカ独立宣言の方針を裏切る者として「海外の未開人や異教徒よりも悪いのは、我々の仲で我々の制度に対して嘘をつく者である」と非難した。しかしこのサムナーの法案も不成立であり、1870年から1943年（ある場合は1952年まで）、中国人や他のアジア人はアメリカ合衆国の市民不適格者とされた。

### 私的な生活と結婚

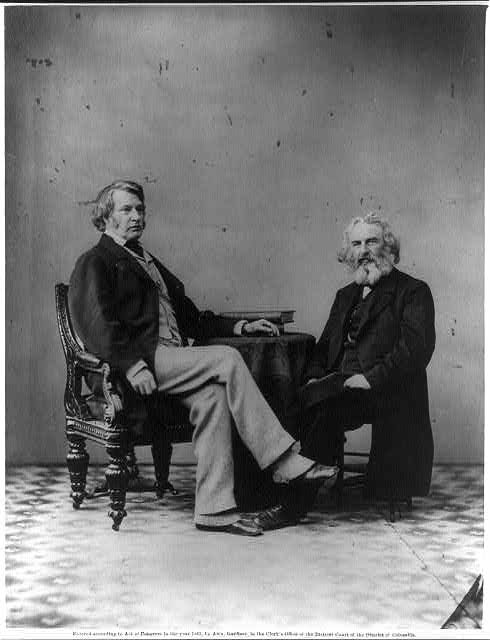
サムナーの良き友人ヘンリー・ワズワース・ロングフェローと

サムナーは真面目で幾分棘の有るところがあったが、数人の著名なボストン市民とは友情を育んでいた。特にヘンリー・ワズワース・ロングフェローは1840年代に頻繁に家を訪れる仲だった。ロングフェローの娘達はサムナーが堂々としている様子を面白がった。サムナーは朗々とした声で「In presequas」と言いながら、儀式ばって子供たちのためにドアを開けた。
サムナーはその生涯の大半が独身だったが、1866年にマサチューセッツ州議会議員サミュエル・フーパーの娘アリス・メイソン・フーパーと交際を始め、その年の10月に結婚した。2人はあまりウマが合わなかった。サムナーは妻のユーモアに反応することができず、妻の方は残忍な性格があってそれをいつも制御できるわけではなかった。結婚後の冬、妻のアリスはドイツ貴族のフリードリッヒ・フォン・ホルスタインと公的な行事に出歩くようになった。2人は情事があったわけでは無かったが、その関係がワシントンで噂になり始め、アリスはホルスタインに会うのを止めるとは言わなかった。1867年の春、ホルスタインがプロイセンに呼び戻されると、アリスはサムナーが何かを画策したと責め始め（サムナーは常に否定した）、その年の9月に別居した。この情報は直ぐに漏れて、サムナーの敵対者は喜び、サムナーのことを「偉大な不能者」と呼び、（証拠もなしに）サムナーが結婚の勤めを果たせなかったと主張した。この状況はサムナーを落ち込ませ当惑させた。サムナー夫妻は1873年5月10日に離婚した。

### レコンストラクションの時代と死
サムナーはジョンソン大統領のレコンストラクション政策に強く反対し、南部に寛大すぎると考えていた。ジョンソンは下院で弾劾を受けたが、上院の議決では1票差で有罪とできなかった。
ユリシーズ・グラント大統領は1870年にサムナーの手厳しい敵対者になった。グラントはドミニカ共和国の併合についてサムナーの賛成を得たものと思い込んでいた。
サムナーは常にイギリスでの人気を大切にしていたが、イギリスが南北戦争中に中立を守れなかったことに対して非難する調停役という立場に立ったときそれを惜しげもなく犠牲にした。サムナーは「国民の非難の声」に重きを置いた。イギリスが南軍に対して交戦国の権利に従ったことは戦争の期間を長引かせ、計り知れない損失をもたらしたと考えた。それ故にイギリスは単に、イギリスの港で南軍用に艤装された南軍の艦船アラバマ や他のクルーザーによってもたらされた損害の補償を求められるだけでなく、戦争を長期化させたことによる莫大で無限の他の損害にたいしても補償を求められるべきだと主張した。サムナーは代償としてカナダを渡してくれることを期待した（ジュネーヴ調停会議でこれら「国民の主張」は放棄された）。
サムナーは大統領からの圧力もあって、1871年3月、1861年以来多くの労力を払って務めてきた上院外交関係委員会の議長の席から降りた。この屈辱の主要な原因は、サムナーがサントドミンゴを併合するグラントの計画を妨害したことに対するグラントの執念深さであった。サムナーは共和党とも袂を分かち、1872年の大統領選挙には進歩的共和党のホレイス・グリーリーを推した。
1872年、サムナーは南北戦争の戦闘名を軍隊の連隊旗につけるべきではないという議案を上院に提案した。マサチューセッツ州議会はこの戦闘旗議案を「国に忠誠な兵士を侮辱するもの」と非難し、「共和国の人民に対する謂れの無い糾弾だ」とも言った。詩人のジョン・グリーンリーフ・ホイッティアが指導しそのような非難の取り消しを求める努力が1年以上も続けられ効果が無かったが、1874年早くに撤回された。サムナーの周りの親しい仲間に語った最後の言葉は「私の公民権法を救え」だった。
チャールズ・サムナーは1874年3月11日、ワシントンD.C.で死んだ。アメリカ合衆国議会議事堂の円形広間に棺が安置され、マサチューセッツ州ケンブリッジのマウント・オーバーン墓地に埋葬された。
サムナーは政治の世界の学者であった。その時代の政治的都合主義にその行動を合わせようと仕向けられることは決してなかった。「原則の奴隷、私には党の主人はいらない」という言葉は上院に登壇するようになった時の誇りを持った公言である。レコンストラクション実行のためにサムナーはほとんどその才能を示さなかった。預言者であっても建設者ではなかった。公務員の改革について議会に初めて提案したのはサムナーだった。妥協を非難し逃亡奴隷法の撤廃を要求し解放を主張し奴隷制の終結にいたる闘争を始める主要人物たらしめたのはサムナーの不屈の勇気だった。

### サムナーの名前に因んで

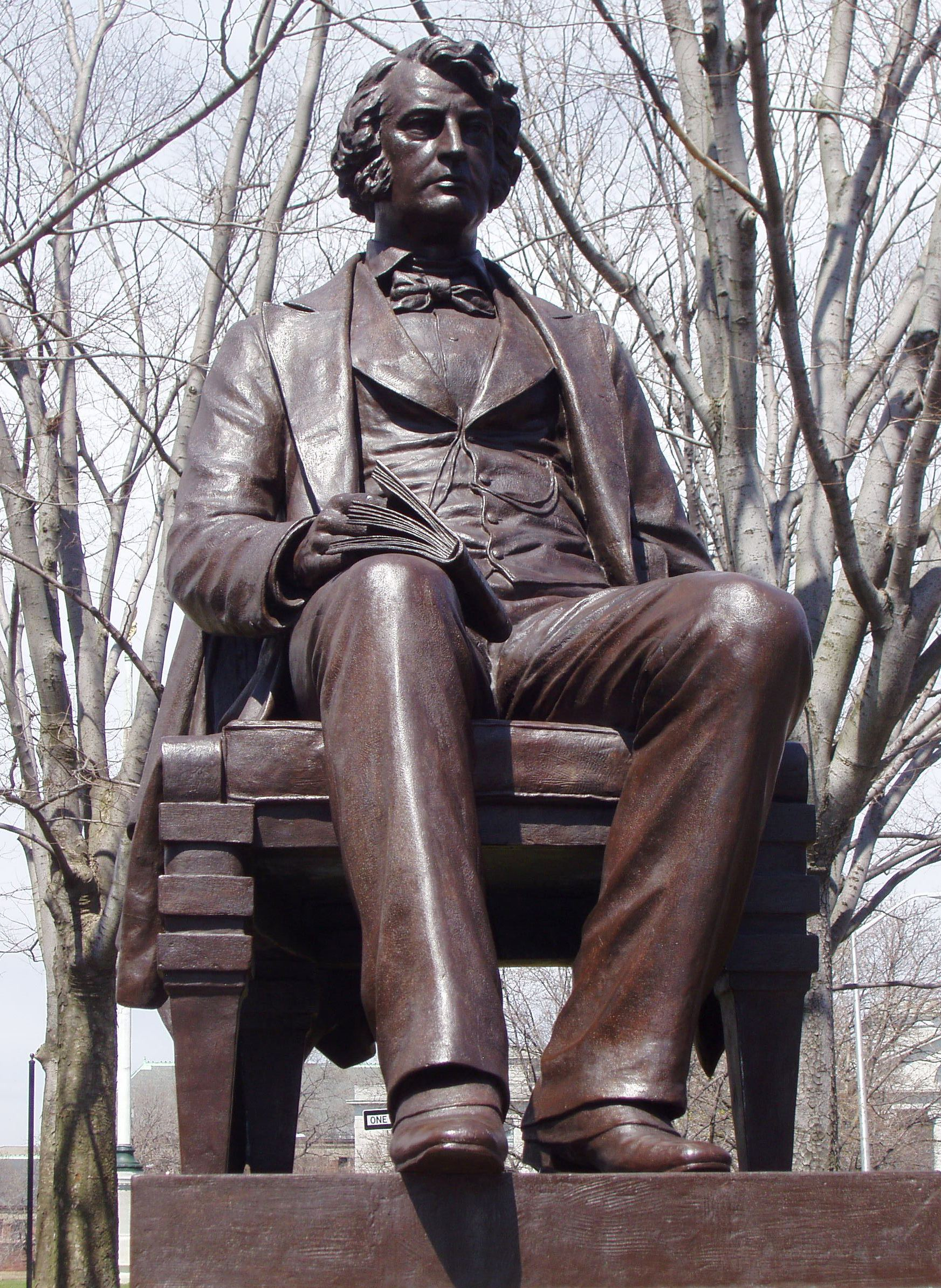
ハーバード広場にあるサムナーの銅像

以下はサムナーに因んで名付けられた人、校名、場所などである。
- チャールズ・サムナー・ロフトン (1912-2006)、先駆的アフリカ系アメリカ人高校の校長
- チャールズ・サムナー・テインター (1854-1940)、アメリカの発明家
- サムナー高校、ミズーリ州セントルイス市、開校1875年、ミシシッピ川から西では最初の黒人高校.
- サムナー小学校、カンザス州トピカ市、現在閉校、1954年の「ブラウン対教育委員会事件」の最高裁判決のきっかけになった学校、現在国定歴史的場所に指定
- サムナー芸術科学専門学校、（1978年まではサムナー高校）、カンザス州カンザス市
- チャールズ・サムナー学校、ワシントンD.C.、現在は博物館
- チャールズ・サムナー小学校、マサチューセッツ州ボストン市
- チャールズ・サムナー小学校、ペンシルベニア州スクラントン市
- チャールズ・サムナー小学校、ニューヨーク州シラキューズ市（現在閉校）
- サムナー図書館、ミネソタ州ミネアポリス市
- サムナー郡、カンザス州
- サムナー村、ネブラスカ州
- サムナー市、ワシントン州
- チャールズ・サムナー・アベニュー、ハイチの首都ポルトープランス
- SSチャールズ・サムナー、第二次世界大戦中のリバティ船
- アベニダ・チャールズ・サムナー、ドミニカ共和国の首都サントドミンゴ